# Черноморский поселковый совет
Черномо́рский поселко́вый сове́т (укр. Чорноморська селищна рада, крымскотат. Aqmeçit qasaba şurası, Акъмечит къасаба шурасы)  — административно-территориальная единица в Черноморском районе АР Крым Украины (фактически до 2014 года); ранее до 1991 года — в составе Крымской области УССР в СССР.
В 1957 году после преобразования села в посёлок городского типа (рабочий посёлок)  Черноморское, в нём был создан поселковый совет.
Население по переписи 2001 года — 11643 человек.
К 2014 году поссовет включал 1 населённый пункт — пгт Черноморское.
С 2014 года на месте поссовета находится Черноморское сельское поселение.